# Никола Цонев
Никола Николов Цонев е български политик от Българската комунистическа партия (БКП).

## Биография
Роден е на 9 декември 1935 г. в търновското село Церова кория. Завършва икономически техникум във Велико Търново. Член на БКП от 1960 г. По-късно завършва Висшия институт по народно стопанство „Димитър Благоев“ във Варна. От 1958 г. е секретар на Общинския комитет в Церова кория, а впоследствие е първи секретар на Градския комитет, заместник-завеждащ отдел и първи секретар на Окръжния комитет на ДКМС във Велико Търново. Бил е член на ЦК на ДКМС. През 1966 г. е инспектор в ЦК на БКП, а после и първи секретар на Градския комитет на БКП. От март 1981 г. е първи секретар на Окръжния комитет на БКП във Велико Търново. От 1981 до 1986 г. е кандидат-член на ЦК на БКП, а от 1986 до 1990 г. и на ЦК на БКП.